# Kanadai költők, írók listája
Ez a lista tartalmazza Kanada irodalmának legismertebb képviselőit: 

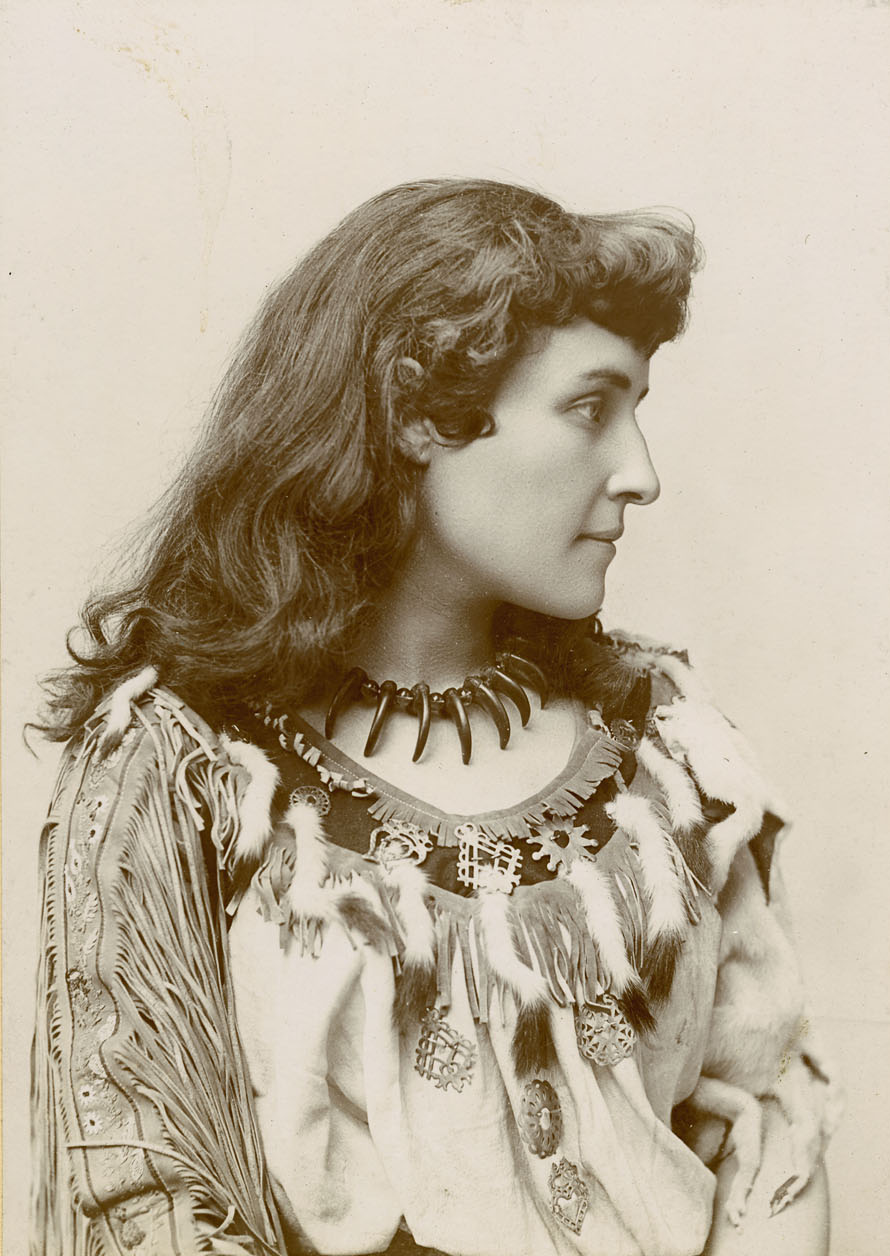
Pauline Johnson

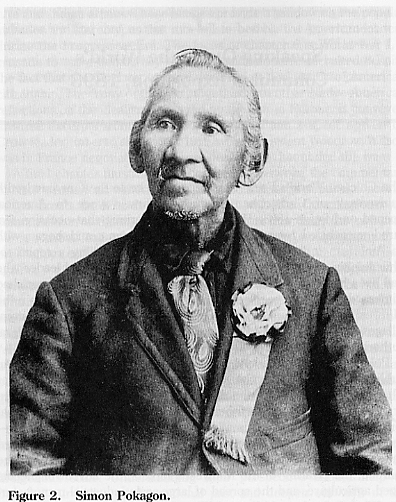
Simon Pokagon

## Angol nyelvű szerzők
- Milton Acorn (1923–1986)
- Jeannette Armstrong (1948–)
- Margaret Atwood (1939–)
- Andrew Blackbird (1815–1908)
- Audrey Alexandra Brown (1904–1998)
- Morley Edward Callaghan (1903–1990)
- Leonard Cohen (1934–2016)
- Myriam Cyr (1960–)
- Robertson Davies (1913–1995)
- Galad Elflandsson  (1951–)
- Steven Erikson (1959–)
- Timothy Findley (1930–2002)
- Pauline Gedge (1945–)
- Ed Greenwood (1959–)
- Arthur Hailey (1920–2004)
- Sue Johanson (1930–2023)
- Pauline Johnson (Tekahionwake, 1861–1913)
- Watson Kirkconnell (1895–1977)
- Stephen Butler Leacock (1869–1944)
- Lee Maracle (1950–2021)
- Yann Martel (1963–)
- Rohinton Mistry (1952–)
- Lucy Maud Montgomery (1874–1942)
- Maria Efel (1959–)
- Alice Munro (1931–2024)
- Robert Munsch (1945–)
- Michael Ondaatje (1943–)
- Frank Lillie Pollack (1876–1957)
- Mordecai Richler (1931–2001)
- Mazo de la Roche (1885–1961)
- Gabrielle Roy (1909–1983)
- Robert J. Sawyer (1960–)
- Szürke Bagoly (Grey Owl, 1888–1938)
- Michel Tremblay (1942–)
- Peter Watts (1958–)
- Robert Charles Wilson (1953–)

## Francia nyelvű szerzők
- Antonine Maillet (1929–2025)
- Madeleine Ouellette-Michalska (1930–)
- Fernand Ouellette (1930–)
- Francine Ouellette (1947–)
- Joseph Quesnel (1746–1809)
- Adrien Thério (1925–2003)
- Yves Thériault (1915–1983)
- Nathaniel Thorne (1957–)
- Kim Thúy (1968–)
- Michel Tremblay  (1942–)
- Roland Michel Tremblay (1972–)
- Pierre Trottier (1925–2010)
- Yves Trottier (1973–)
- Sylvain Trudel (1963–)
- Pierre Turgeon (1947–)
- Marie José Thériault (1945–)
- Akos Verboczy (1975–)

## Indián nyelvű szerzők
- Simon Pokagon (1830-1899, potavatomi nyelvű)